# Campanha da Fraternidade de 2010
A Campanha da Fraternidade de 2010, realizada em conjunto por diversas denominações cristãs, de forma ecumênica, teve como tema Economia e Vida, com o lema "Vocês não podem servir a Deus e ao dinheiro".
A Campanha da Fraternidade é promovida anualmente pela Conferência Nacional dos Bispos do Brasil (CNBB). No ano de 2010 a campanha foi realizada em conjunto com o Conselho Nacional de Igrejas Cristãs, uma organização ecumênica que congrega diversas igrejas cristãs. O texto-base da campanha foi uma elaboração conjunta da CNBB, da Igreja Evangélica de Confissão Luterana no Brasil (IECLB), da Igreja Episcopal Anglicana do Brasil (IEAB), da Igreja Presbiteriana Unida do Brasil (IPU) e da Igreja Sírian Ortodoxa de Antioquia (ISOA).
Esta foi a terceira Campanha da Fraternidade de natureza ecumênica: a primeira foi a Campanha da Fraternidade de 2000, cujo tema era: “Dignidade humana e paz” e o lema escolhido foi: “Novo milênio sem exclusões”; a segunda foi a Campanha da Fraternidade de 2005, cujo tema era “Solidariedade e paz” e o lema foi: “Felizes os que promovem a paz”. As Campanhas da Fraternidade Ecumênicas giram em torno da valorização da pessoa humana e seus direitos e o cuidado da natureza. Os seres humanos são vistos como filhos preciosos e amados do Criador.

## O pensamento social cristão e o bem comum
Segundo o texto-base, o pensamento social cristão vê a economia como uma atividade humana que deve ser orientada para o serviço das pessoas, que são o centro e a razão de ser da vida social e econômica. Propõem que a ciência econômica deve ser orientada para o bem comum, que é descrito como Bem comum é o conjunto de condições sociais que permitem e favorecem às pessoas o desenvolvimento integral da personalidade. O texto enfatiza que o Bem Comum engloba o acesso de todas as pessoas aos bens necessários ao seu desenvolvimento, sem exclusão de pessoas ou grupos sociais. Afirma que "A responsabilidade pela construção do Bem Comum, a despeito de caber a cada pessoa, cabe também à sociedade organizada e ao Estado, pois o zelo pelo Bem Comum é a razão de existir da autoridade política... A construção do Bem Comum não é um fim em si mesmo, mas tem sentido apenas se sua referência for o respeito à dignidade da pessoa e de toda a humanidade".

## Objetivos da Campanha
Segundo o texto base da campanha, seu objetivo geral é  "Colaborar na promoção de uma economia a serviço da vida, fundamentada no ideal da cultura da paz, a partir do esforço conjunto das Igrejas Cristãs e de pessoas de boa vontade, para que todos contribuam na construção do bem comum em vista de uma sociedade sem exclusão".
Os objetivos específicos explicitados no texto são:
- Sensibilizar a sociedade sobre a importância de valorizar todas as pessoas que a constituem.
- Buscar a superação do consumismo, que faz com que o “ter” seja mais importante do que as pessoas.
- Criar laços entre as pessoas de convivência mais próxima, em vista do conhecimento mútuo e da superação tanto do individualismo como das dificuldades pessoais.
- Mostrar a relação entre fé e vida, a partir da prática da Justiça, como dimensão constitutiva do anúncio do Evangelho.
- Reconhecer as responsabilidades individuais diante dos problemas decorrentes da vida econômica, em vista da própria conversão.

Para atingir estes objetivos, foram propostas as seguintes estratégias:
- Denunciar a perversidade de todo modelo econômico que vise em primeiro lugar o lucro, sem se importar com a desigualdade, miséria, fome e morte.
- Educar para a prática de uma economia de solidariedade, de cuidado com a criação e valorização da vida como o bem mais precioso.
- Conclamar as Igrejas, as religiões e toda a sociedade para ações sociais e políticas que levem à implantação de um modelo econômico de solidariedade e justiça para todas as pessoas.

Ainda segundo o texto, a campanha 'não visa a crítica dos sistemas econômicos excludentes, mas espera que a campanha mobilize igrejas e sociedade a dar respostas concretas às necessidades básicas das pessoas e à salvaguarda da natureza, a partir da mudança de atitudes pessoais, comunitárias e sociais, fundamentadas em alternativas viáveis derivadas da visão de um mundo justo e solidário.

## Oração da Campanha[1]
Ó Deus criador, do qual tudo nos vem, nós te louvamos pela beleza e perfeição de tudo que existe como dádiva gratuita para a vida.
Nesta Campanha da Fraternidade Ecumênica, acolhemos a graça da unidade e da conivência fraterna, aprendendo a ser fiéis ao Evangelho.
Ilumina, ó Deus, nossas mentes para compreender que a boa nova que vem de ti é amor, compromisso e partilha entre todos nós, teus filhos e filhas. 
Reconhecemos nossos pecados de omissão diante das injustiças que causam exclusão social e miséria. Pedimos por todas as pessoas que trabalham na promoção do bem comum e na condução de uma economia a serviço da vida. 
Guiados pelo teu Espírito, queremos viver o serviço e a comunhão, promovendo uma economia fraterna e solidária, para que a nossa sociedade acolha a vinda do teu reino. 
Por Cristo, nosso Senhor.
Amém. 